# 이중누가우량분석
이중누가우량분석(double mass analysis)는 강수량 관측의 일관성을 평가하여 보완하기 위해 사용하는 방법으로, 인접 관측소의 누가우량을 가로축에, 변화가 생긴 관측소의 누가우량을 세로축으로 하여 기울기를 계산, 비교해보는 것이다. 관측소에 변화가 생기는 원인으로는 관측장비의 변화, 관측 방법의 변화, 관측 위치의 변화 등이 있다.

## 조정
이중누가우량곡선을 그려서 변화가 생기기 전 직선의 기울기가 A, 변화가 생긴 후의 기울기가 B라고 할 때 우선 변화 전의 자료가 중요한지 변화 후의 자료가 중요한지 결정한다. 그 다음 변화 전의 자료가 중요하다면 변화 후의 강우량에 조정비 A/B를 곱한다. 반면 변화 후의 자료가 중요하다면 변화 전의 자료에 B/A를 곱해서 조정한다.

## 같이 보기
- 통계학

## 참고 문헌
- 이재수 (2018). 《수문학》 2판. 구미서관. ISBN 9788982252914.